# Leptomyrmex garretti
Leptomyrmex garretti là một loài kiến thuộc họ Formicidae, nó được mô tả bởi Smith, D. J. & Shattuck, S. O. năm 2009.